# مؤسسة النفط والغاز الطبيعي
مؤسسة النفط والغاز الطبيعي ( ONGC ) هي شركة هندية متعددة الجنسيات للنفط والغاز . مكتبها المسجل الآن في نيودلهي ، الهند . وهي مؤسسة مملوكة للدولة لحكومة الهند ، تحت السيطرة الإدارية لوزارة البترول والغاز الطبيعي . وهي أكبر شركة لإنتاج واستكشاف النفط والغاز في البلاد. وتنتج حوالي 70 ٪ من النفط الخام في الهند (أي ما يعادل حوالي 57 ٪ من إجمالي الطلب في البلاد) وحوالي 84 ٪ من الغاز الطبيعي .
في استطلاع حكومي للسنة المالية من عام 2019 إلى عام 2020 ، تم تصنيفها كأكبر أرباح لجامعة الأمير سلطان في الهند. احتلت بلاتس المرتبة السابعة بين أفضل 250 شركة عالمية للطاقة من قبل بلاتس .
تأسست في 14 أغسطس 1956 من قبل حكومة الهند. وتشارك في استكشاف واستغلال الهيدروكربونات في 26 حوضًا رسوبيًا في الهند، وتمتلك وتدير أكثر من 11000 كيلومتر من خطوط الأنابيب في البلاد. لدى فرعها الدولي وحالياً مشاريع في 17 دولة. اكتشفت ONGC 6 من أصل 7 أحواض هندية منتجة تجاريًا، خلال الخمسين عامًا الماضية، مضيفةً أكثر من 7.1 مليار طن من حجم النفط والغاز في الموقع من الهيدروكربونات في الأحواض الهندية. ضد التراجع العالمي في الإنتاج من الحقول الناضجة، حافظت على الإنتاج من حقولها البنية مثل Mumbai High ، وذلك بمساعدة الاستثمارات النشطة في مختلف مخططات (تحسين الاسترداد النفطي) و(الاستخلاص المعزز للنفط ). ويوجد لديها العديد من الحقول الناضجة مع عامل انتعاش الحالي من 25-33 ٪. نسبة استبدال الاحتياطي لديها بين عامي 2005 و 2013 ، كانت أكثر من واحدة. خلال السنة المالية 2012-2013 ، كان على ONGC أن تشارك في أعلى معدل استرداد على الإطلاق قدره 89765.78 مليار روبية هندية (بزيادة قدرها 17889.89 مليون روبية هندية مقارنة بالعام المالي السابق) تجاه الشركات المتعثرة في شركات تسويق النفط ( مؤسسة النفط الهندي، بهارات للبترول ، هندوستان للبترول ). في 1 نوفمبر 2017 ، وافق مجلس الوزراء على حصولها على أغلبية حصة 51.11 ٪ في (شركة هندوستان للبترول المحدودة). في 30 يناير 2018 ، استحوذت شركة النفط والغاز الطبيعي على 51.11٪ من شركة هندوستان بتروليوم .

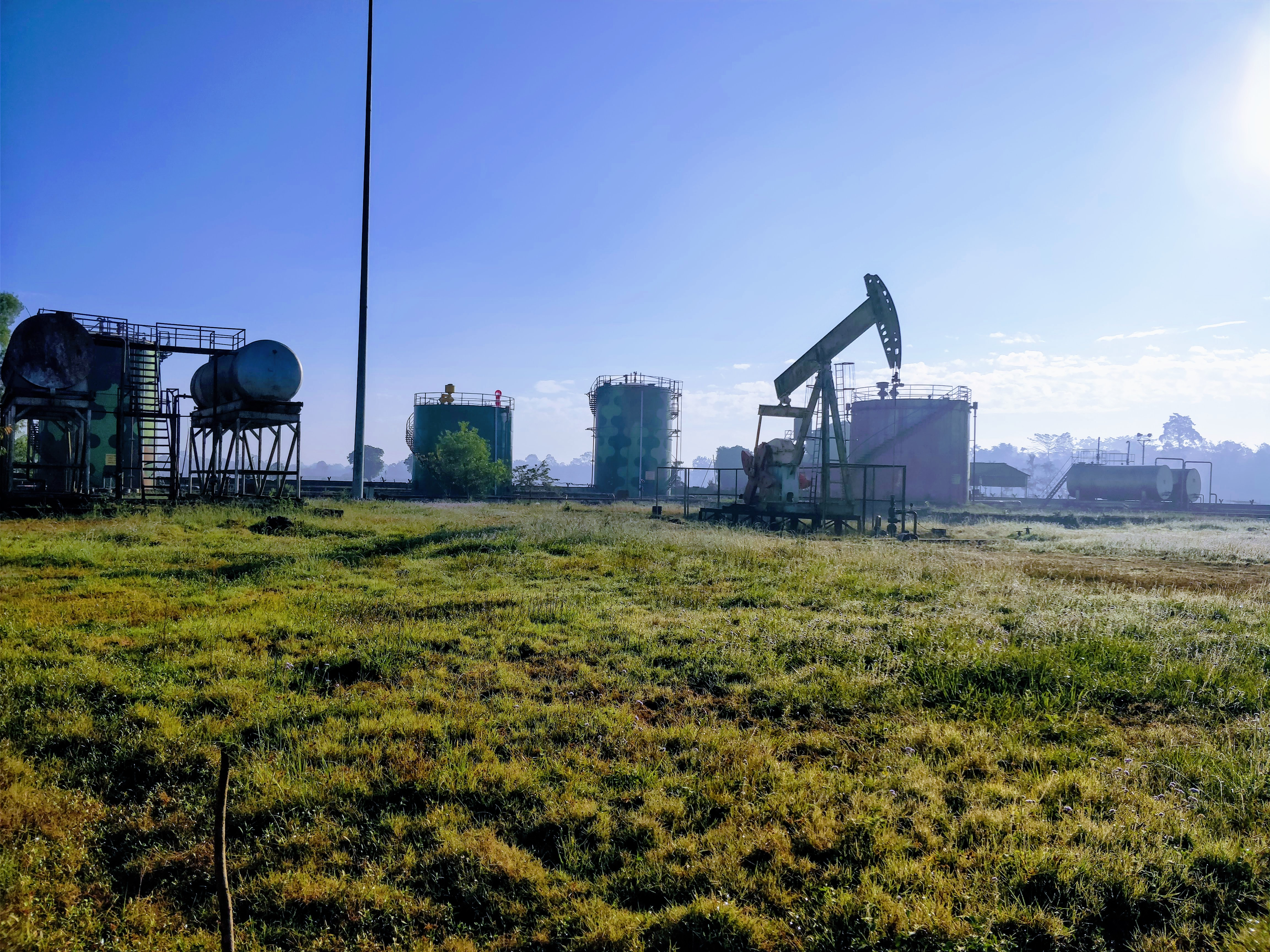
Pumpjack العمل في حقول النفط من النفط والغاز الطبيعي في سيبساغار ، آسام

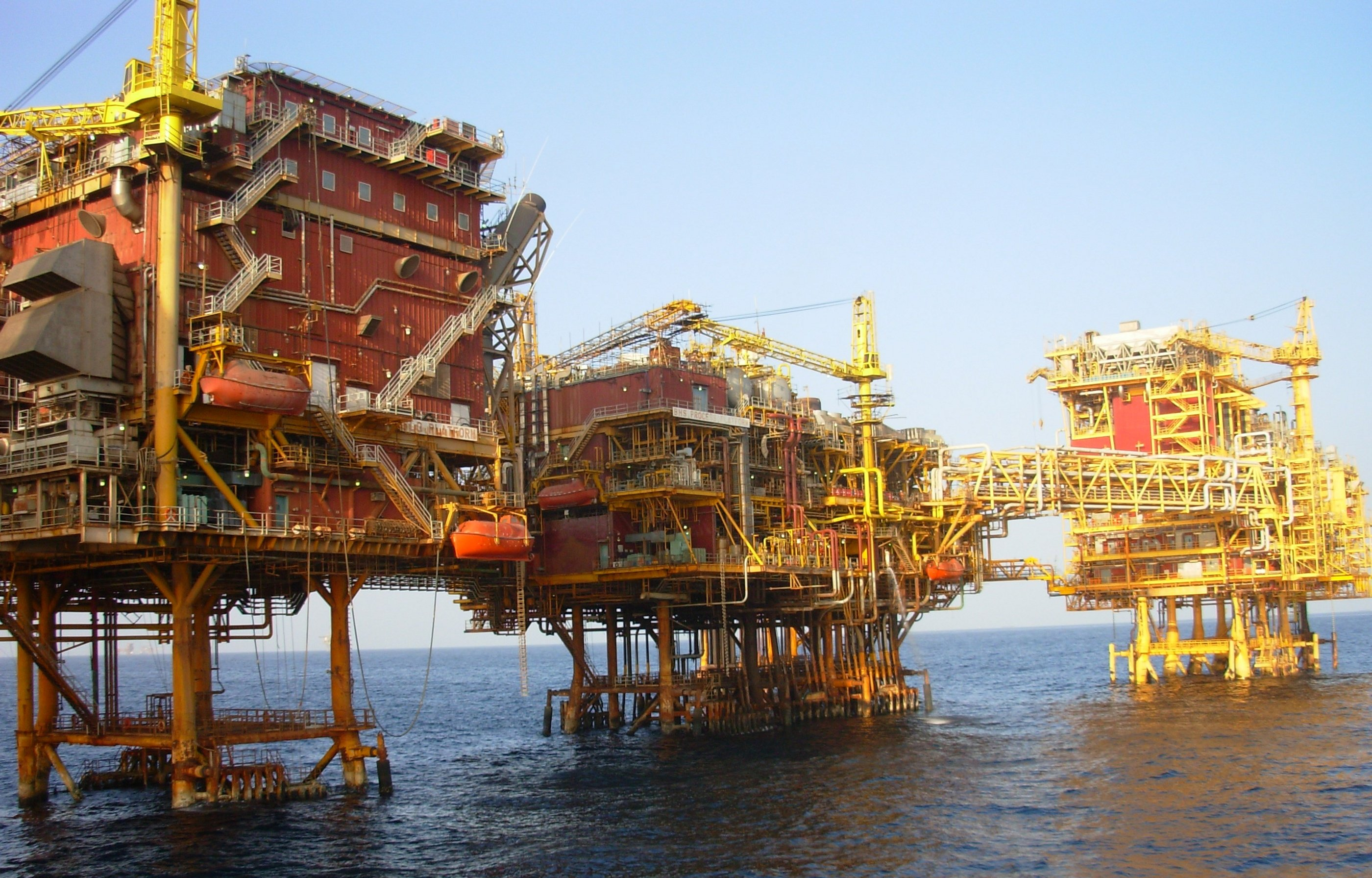
منصة ONGC في بومباي هاي في بحر العرب

## روابط خارجية
- الموقع الرسمي